# Valerian Fedco
Valerian Fedco (în rusă Валериан Федько; n. 21 ianuarie 1937, Racovăț, raionul Soroca, Republica Moldova – d. 6 martie 2010, Iurga, Regiunea Kemerovo, Rusia) a fost un profesor și doctor sovietic și rus în științe tehnice în domeniul sudării, fondator și prim director (1983-2006) al Institutului politehnic „Iurga” din Tomsk (IPT). A fost, de asemenea, membru corespondent al filialei siberiene a Academiei de Științe din Rusia.
A fost autor a peste 420 de articole, manuale și monografii, 80 de brevete, certificate de drepturi de autor, certificate pentru produse utile și propuneri de raționalizare în domeniul producției de sudură.

## Biografie
S-a născut în satul Racovăț din județul Soroca, Basarabia (România interbelică). În 1941, odată cu ocuparea Basarabiei, la vârsta de numai patru ani a fost deportat împreună cu familia în Siberia, în regiunea Tomsk. În anii 1957-1960 își îndeplinește serviciul în armată, iar în noiembrie 1960, primește un loc de muncă ca ucenic sudor la uzina de mașini din orașul siberian Iurga.
În 1965 absolvește Institutului Politehnic din Tomsk în domeniul inginer-sudor. În 1983 devine șef al centrului educațional și de consultanță al IPT, ulterior, profesor asociat al Departamentului de echipamente și tehnologie de producție a sudării. În 1987 devine decanul Facultății de Inginerie Mecanică al IPT.
A decedat la 6 martie 2010, în orașul Iurga. A fost cetățean de onoare al orașelor Iurga (2000) și Tomsk (2009). În 2011, în Tomsk, a fost instalată o placă comemorativă în memoria doctorului.

## Premii și titluri
- „Rationalizator onorat al RSFSR”[7]
- „Inventator onorat al Federației Ruse” (2002)[8][9]
- „Lucrător onorific al învățământului profesional superior”
- „Inginerul anului” pentru 2002 în nominalizarea „Sudare”
- „Ordinul Prieteniei”
- Medalia „Pentru serviciu în regiunea Kuzbass”
- Medalie „Pentru o contribuție specială la dezvoltarea regiunii Kuzbass” gradele II și III